# Тибетско-непальская война
Тибетско-непальская война (1788—1792) — вооружённый конфликт между Тибетом, являвшимся вассалом Цинской империи, и Непалом, только что объединённым под властью династии Шах.

## Предыстория
Тибет не имел собственной чеканной монеты, и пользовался старой непальской (мохар). После завоевания непальских княжеств королевством Горкха, его правитель Притви Нараян Шах изъял в 1769 году старую и ввёл новую монету. Начались переговоры о внедрении в Тибете нового мохара и о его курсе, но они не дали результатов.

## Боевые действия

### Первое непальское вторжение
В 1788 году регент Непала Батур-шах (Батулу-Сае китайских источников) послал от имени юного Рана Бахадур-шаха войска, которые, захватили Джиронг, Цзонка и Нелам на территории Тибета и после длительных переговоров вынудили в 1789 году власти Лхасы выплачивать ежегодную контрибуцию в размере 300 серебряных слитков.

### Второе непальское вторжение
После того, как из Пекина в Тибет вернулся бывший тибетский регент Нгаван Цултим ход переговоров осложнился — поскольку условиями сепаратного непало-цинского соглашения от 1789 года Непал признал свой вассалитет от империи, то Нгаван Цултим заявил, что вассал выплачивает дань только сюзерену, а не другому вассалу. Гуркхи приняли решение силой вынудить тибетцев выплатить деньги. В 1791 году тибетская делегация, которую возглавлял калон Доринг и полководец Юток, была предательски захвачена гуркхами по пути к месту переговоров, после чего они вторглись в Западный Тибет и заняли ряд городов, в том числе Шигадзе. Не встречая сопротивления со стороны тибетцев, гуркхи опустошили этот край и разграбили богатейший монастырь Ташилунпо.

### Цинская империя приходит на помощь Тибету
В конце 1791 года император Айсиньгьоро Хунли направил в Тибет армию под командованием Фуканъаня. До этого в Тибет было направлено 4000 воинов из Цзиньчуани и Юньнани, которые, находясь под командованием цинского полководца Чэндэ, начали наступление на округ Нелам и к началу 1792 года освободили его от гуркхов. Дополнительные силы были направлены в Тибет из Монголии, Сычуани и Юньнани. Общая численность войск в синхронных источниках не называется, но В. Д. Шакабпа сообщает, что Цины выставили 13 тысяч человек.
В апреле 1792 года основные силы Цинов под командованием Фуканъаня прибыли в Тибет. После непродолжительных боев передовые цинские части вытеснила гуркхов из района Джиронга и загнали за пограничную реку Расува (Жэсоцяо китайских источников). Обойдя укрепления гуркхов, Цины сбили их с позиции у переправы через Расува и погнали отступающего неприятеля к югу. После битвы у Палангу Фуканъань подступил к Катманду. Батур-шах срочно вывез казну в Макванпур, в цинский лагерь в Дхайбунге были посланы парламентеры. Однако непальцы старались затянуть переговоры — к англичанам были посланы гонцы с просьбой о помощи. Ост-Индская Компания не имела нужных сил в Бенгалии для помощи гуркхам. К тому же с 1760-х годов у англичан и зависимых от них индийских феодалов постоянно происходили стычки с непальскими княжествами и помогать возможному противнику военной силой, что грозило ухудшением отношений с Китаем, англичане не хотели. Поэтому вместо войск в Непал был отправлен капитан Уильям Киркпатрик, который должен был взять на себя роль посредника в переговорах между Непалом и Китаем.

## Заключение мира
Возмущенный затяжкой переговоров, Фуканъань потребовал срочно допустить его войска в Нувакот и подписать договор на цинских условиях. В противном случае он угрожал прийти в Нувакот «без приглашения», что означало продолжение войны. Но Фуканъань блефовал — у него не было подкреплений, заканчивалось продовольствие, сопротивление гуркхов нарастало, поскольку Батур-шах отдал приказ военачальникам, ведущим войны с непокоренными горными владениями на западе Непала, вернуться для защиты Катманду, взаимодействие с тибетцами было отвратительным. Согласно письму Рана Бахадур-шаха, направленному всем сардарам, воевавшим на западе Непала уже после подписания договора с Цинами, Фуканъань (Тхунг Танг непальских источников) попытался перейти с войсками реку Бетрабати в трёх местах, но непальцы всюду отразили натиск врага, уничтожив от 1000 до 1200 солдат противника. Потери непальцев, по этому же источнику, составили всего «15-16 человек раненными стрелами, пулями и холодным оружием». Соотношение потерь невероятно, кроме того, после такой убедительной победы Непал почему-то быстро подписал договор на цинских условиях — выдать Тибету сторонников Шамарба-тулку (?-1792), верховного иерарха секты Кармапа, много сделавшего для разжигания непало-тибетской войны, освободить тибетских пленников, возместить убытки Тибета, вернуть захваченную в Ташилунпо добычу и подтвердить свое вассальное положение по отношению к Китаю. 
Фуканъань понимал, что если он дотянет с подписанием договора до зимы, когда горные перевалы закроются, он попадет в трудное положение и плоды военной победы могут пропасть. Поэтому он не стал последовательно проводить декларируемую Цяньлуном политику «мего» (полное уничтожение взбунтовавшегося вассала) и ограничился вышеперечисленными требованиями. Непальская сторона также испытывала колоссальные трудности — военной помощи от англичан Рана Бахадур-шах не получил, казна была истощена, неподалёку от Катманду стояли крупные силы противника, готовые в любой момент перейти в наступление. 
В этих условиях стороны пошли на компромисс. По заключённому в 1792 году договору непальский правитель также обязался признать существующие границы между Непалом и Тибетом и впредь не нарушать их, вернуть все награбленное, и вновь признать себя данником Цинской империи. В качестве дара императору Цяньлуну Рана Бахадур-шах отправил слона, а после ухода цинских войск приказал отслужить благодарственные молебны в храмах богини-покровительницы Непала, которую У. Киркпатрик называет в своих записках Маха Май. Выплаты дани Непалом продолжались вплоть до свержения монархии в Китае в 1911 году.